# Dvortsák Győző

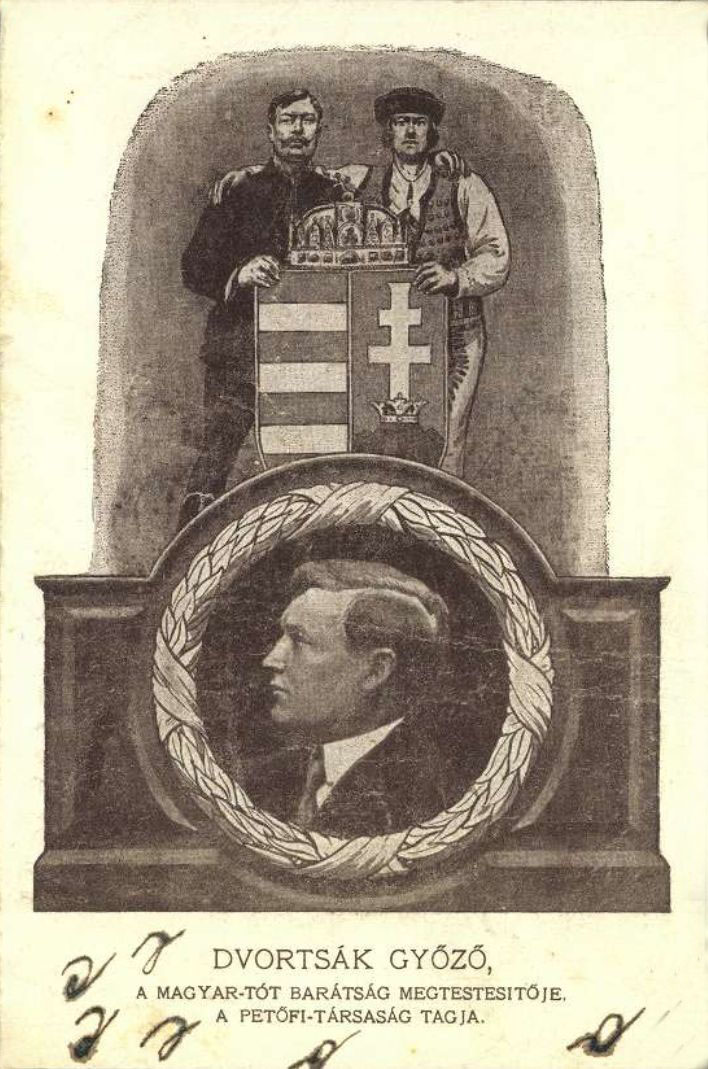
Dvortsák Győző egy képeslapon

Dvortsák Győző, ritkán Dvorcsák, szlovákul Viktor Dvorčák (Felsővízköz, 1878. április 21. – Budapest, 1943. augusztus 8.) Sáros vármegyei levéltáros, Vác megyei főlevéltáros, újságíró, politikus.

## Élete
Dvorcsák József és Matisz Anna gyermeke. 1904-ben Sáros vármegye főispánja levéltárosnak nevezte ki. 1905. július 22-én Budapesten, a VI. kerületben házasságot kötött Lataste Jozefinnel, Lataste André és Placeplet Blanka lányával. 1907-ben az eperjesi jogakadémia hallgatója. Az első világháborút megelőzően az Eperjesi Torna és Vívó Egyletben sportolt, valamint annak titkári posztját is betöltötte. 1917-től a magyar orientációjú eperjesi és később budapesti Naša zástava hetilap (1907-1918; 1939–1943) szerkesztője volt. Egyben szerkesztette az Eperjesi Lapokat (1910–1917) és az Eperjesi Ujságot (1917–1918) is.
A fegyverletétel után is magyar orientációjú maradt és 1918. december 11-én Kassán kikiáltotta a Tót Népköztársaságot, vagy más néven Kelet-Szlovák Köztársaságot, amely Magyarországgal kívánt együttműködni. 1918. december 29-én azonban a várost elfoglalták a csehszlovák csapatok és ezzel a népköztársaság megszűnt. Dvorcsákot a csehszlovák hatóságok halálra ítélték, de Lengyelországon keresztül Magyarországra szökött, ahol 1920-ban egy ciklusra parlamenti képviselő lett. Később Párizsban jelentette meg az irredenta La Slovaquie újságot.
Szívizom elfajulás, mellgyík okozta halálát, melyről beszámolt a Magyar Nemzet. Felesége Lataste Lujza volt.

## Művei
- Vlasc a Šerco (1909, versek sárosi nyelvjárásban; 1943 Kassa)
- A revízió és Franciaország. Budapest, 1933
- Sáros földje: 1914-1915. Eperjes, 1916